# The Shadow (fiktiv figur)
The Shadow är en amerikansk fiktiv figur skapad av Walter B. Gibson. Även känd som Gäckande Skuggan, Svarta Skuggan eller bara Skuggan på svenska. 

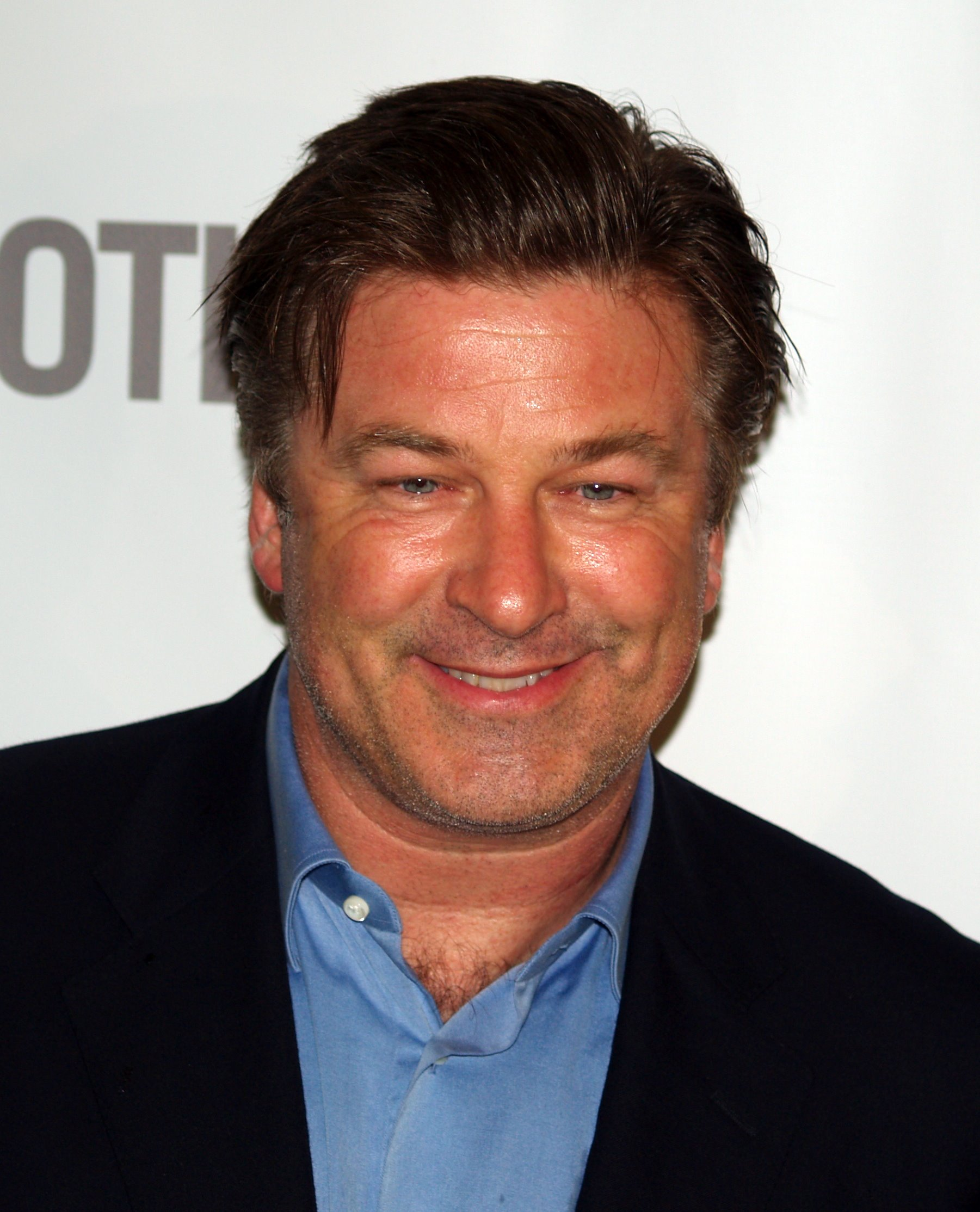
Alec Baldwin spelar The Shadow i filmatiseringen från 1994.

The Shadow har blivit film ett flertal gånger, senast 1994 där Alec Baldwin spelade huvudrollen.

## Bakgrund
The Shadow började sin karriär i radioshowen "Street & Smith's Detective Story Hour" (premiär den 31 juli 1930). Den startade för att locka läsare till förlaget Street & Smiths pocketböcker "Street & Smith's Detective Story". "The Shadow" var namnet på den mystiske berättaren i showen. Efter en enorm efterfrågan gav förlaget ut the Shadow i bokform. Walter B. Gibson, under författarnamnet Maxwell Grant, blev anlitad för att skriva en berättelse med figuren. Det första numret av The Shadow Magazine utkom den 1 april 1931 som ett pulpmagasin. Under 1930- och 40-talen och 60-talet utgavs hundratals historier skrivna under pseudonymen Maxwell Grant. Under denna pseudonym dolde sig oftast Gibson, men senare berättelser skrevs även av Dennis Lynds. I serieform kom inte The Shadow ut förrän 1940, då i serietidningen Shadow Comics.

## Serietidningsversionen
Serietidningsversionen debuterade 1940 och tecknades först av Vernon Greene. Andra som tecknade på den tidiga serietidningsversionen var Jon L. Blummer, Al Bare, Jack Binder, William A. Smith, Charles Coll och, efter andra världskriget, Bob Powell. Den tidiga versionen slutade 1949, men serien har återupplivats genom åren.
DC Comics gav ut en klassisk serieversion i början av 1970-talet, skriven av Denny O'Neil och tecknad av bland andra Michael Kaluta, Frank Robbins och Joe Kubert.
Under 1980- och 90-talet gav DC ut flera moderniserade versioner av Shadow, producerade av kreatörer som Howard Chaykin, Andy Helfer, Bill Sienkiewicz, Kyle Baker, Gerard Jones och Eduardo Baretto.

## Dagspressversionen
Vernon Greene tecknade även dagspressversionen som också debuterade 1940. Den lades ned 1942 när Greene inkallades.

## Filmer
Några filmer med Shadow har kommit genom åren, bland annat The Shadow Strikes 1937, The Shadow Returns 1946 och The Shadow 1994.

## Svensk publicering
Några serier tecknade av Vernon Greene har publicerats i Veckans serier 1942–43 och i Karl-Alfred 1946–48 (som "Gäckande Skuggan").
Några historier har publicerats på svenska i Detektivmagasinet 1946–48.
DC Comics' serietidningsversion åtnjöt svensk publicering bl.a. i Serietidningen, Toppserien och Gigant (1983) under namnet "Svarta Skuggan". Howard Chaykins moderna version av "The Shadow" var aviserad för svensk publicering i serietidningen Thriller 1989, men tidningen lades ner innan detta hann ske.

## Hyllningar och parodier i serier
- The Cloak, brittisk agentparodi av Mike Higgs
- The Clipper, pastisch i serien "Flash" av William Messner-Loebs
- The Shadowy Spider i Warren Ellis' "Planetary" (har även lånat drag från The Spider och Green Hornet)
- The Shadow har också lånat uppenbara drag till senare seriehjältar såsom Batman och Spirit.
- Gäckande Skuggan kallas också den beryktade sjöbusen "Alvin Hjalmar Edwin Gren" i Sagan om Sune.[2]

### Fotnoter
1. ↑  https://www.facebook.com/permalink.php/?story_fbid=203416661920131&id=109539911307807
2. ↑  ”Böckerna om Sune”. Anders Jacobsson och Sören Olssons webbplats. 6 mars 1984. http://www.soren-anders.se/artiklar/artiklar/20140825/bockerna-om-sune. Läst 9 maj 2015.